# Mbu’
Das Mbu’ ist eine bantoide Sprache des Kamerun.
Es wird traditionellerweise als eine westbeboide Sprache klassifiziert.
Es ist die beboide Sprache, welche sich am stärksten von den anderen Mitgliedern der beboiden Sprachgruppe unterscheidet.
„Mbu’“ ist gleichzeitig der Name der Ortschaft, in der die Sprache hauptsächlich gesprochen wird.